# Vendresse-Beaulne
Vendresse-Beaulne é uma comuna francesa na região administrativa de Altos da França, no departamento de Aisne. Estende-se por uma área de 8,71 km². Em 2010 a comuna tinha 100 habitantes (densidade: 11,5 hab./km²).